# آنا سیگالویچ
آنا سیگالویچ (فرانسوی: Anna Sigalevitch‎) موسیقی‌دان، نوازنده پیانو، مجری رادیو، هنرپیشه و صداپیشه روسی‌تبار اهل فرانسه است.
از فیلم‌ها یا مجموعه‌های تلویزیونی که وی در آنها نقش داشته‌است، می‌توان خدمات دانشجویی، خار زیبا، معلم پیانو، باشد که شیطان ما را با خود ببرد و پرواز بادکنک قرمز را نام برد.